# Siemens-Schuckert R.VIII
Siemens-Schuckert R.VIII fue un avión bombardero diseñado y construido en Alemania a partir de 1916.

## Diseño y desarrollo
Tras construir la serie R Steffen, Siemens-Schuckert planeó la producción de aviones gigantes (Riesenflugzeug) de seis motores para el Fliegertruppen des deutschen Kaiserreiches (Cuerpo Aéreo del Imperial Alemán). En común con otros proyectos R contemporáneos, el R.VIII tenía todos los seis motores dentro del fuselaje, conduciendo dos hélices tractoras y dos impulsoras montadas entre las alas. Se construyeron dos aeronaves pero solo la primera, R23/16, fue completada.
Las pruebas de tierra empezaron en 1919, después del armisticio pero fueron interrumpidas por un fallo de la caja de cambios que resultó en la rotura de la hélice causando daños importantes. El segundo fuselaje, R24/16, nunca fue completado y el primero no fue reparado tras el accidente en tierra debido a las restricciones del Tratado de Versalles. En el momento de su finalización el Siemens-Schuckert R.VIII era el mayor aeroplano del mundo (el triplano Mannesman-Poll debía ser mucho mayor pero no fue completado antes de que entrar en vigor el Tratado de Versalles).

## Especificaciones (Siemens-Schuckert R.VIII)

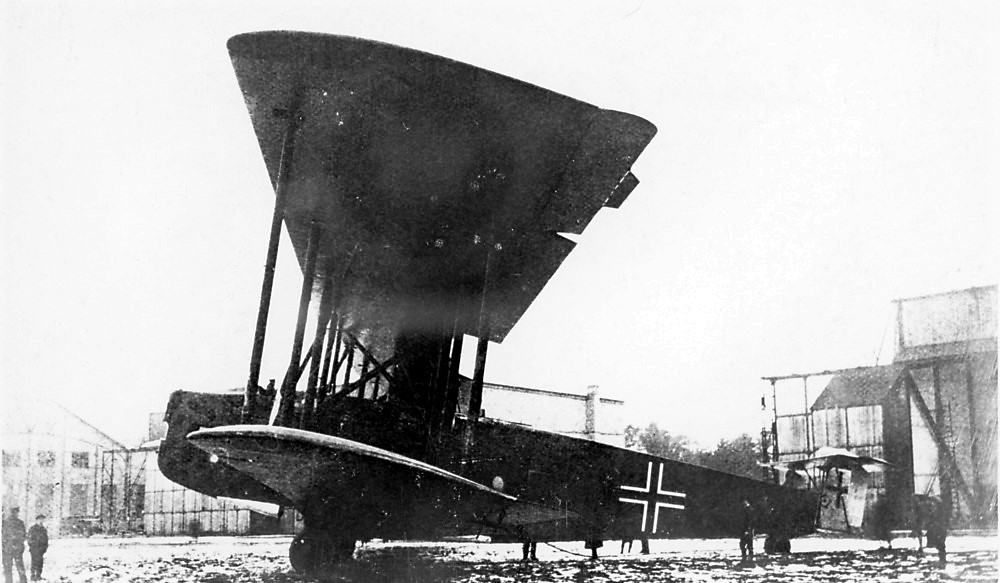

Referencia datos: The German Giants and German aircraft of the First World War.

### Características generales
- Tripulación: 6
- Longitud: 21,6 m
- Envergadura: 48 m
- Altura: 7,4 m
- Superficie alar: 440 m²
- Peso vacío: 10.478 kg
- Peso cargado: 15.867 kg
- Planta motriz: 6× Basse und Selve BuS.IVa 6 cilindros en línea refrigerados por líquido.
  - Potencia: 300 cv cada uno.

### Rendimiento
- Velocidad máxima operativa (Vno): 125 km/h
- Alcance: 900 km
- Techo de vuelo: 4000 m